# Sif (mitologia)
Na mitologia nórdica, Sif é esposa do deus Thor e mãe dos seus filhos Magni, Modi, Lorride e Thrud. Antes do casamento com Thor, teve outro  filho, De seu primeiro casamento, com o gigante Orvandil, Sif teve um filho chamado Uller ("o magnífico"), que é um Deus do inverno.
Seu cabelo dourado foi feito pelos anões (trolls) de forma a enraizar e crescer na sua cabeça depois que Loki o cortara numa brincadeira. Sif é a deusa Asynjor da excelência e habilidade em combate, e é retratada como "a mais adorável das mulheres" e com cabelos dourados. Aprecia os guerreiros leves e habilidosos, que não dependem só da força bruta.

## Na cultura popular
Sif foi adaptada para banda desenhada pela Marvel Comics, e aparece nas histórias de  Thor.